# 小串鄉站

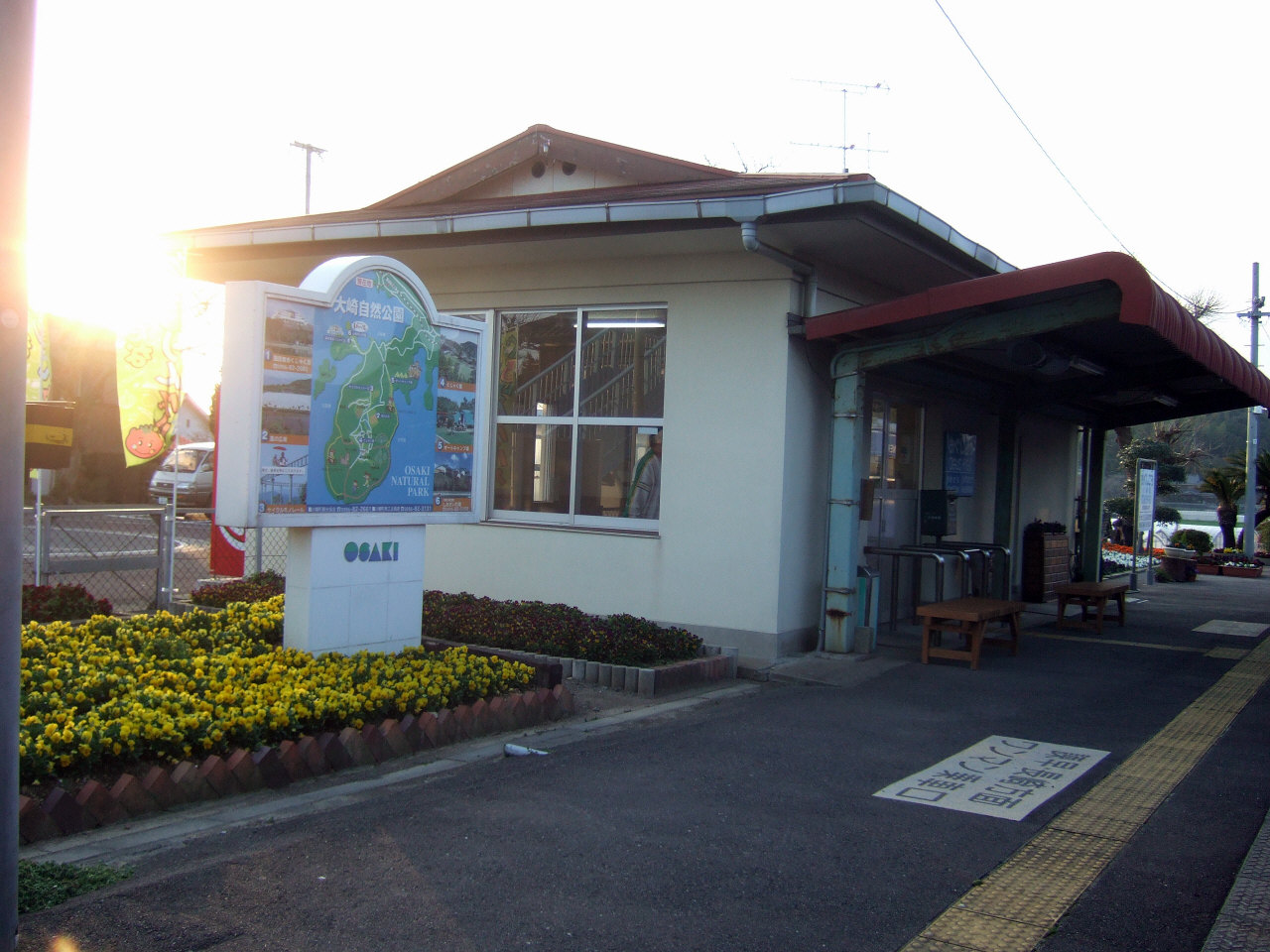
從月台望向車站大樓（2008年3月）

小串鄉站（日语：／ Ogushigō eki */?）是位於長崎縣東彼杵郡川棚町小串鄉1480番，九州旅客鐵道（JR九州）的大村線車站。
於此站附近的小串港曾經設有大日本帝國海軍魚雷艇訓練所，為了方便訓練人員前往該處，因此建設此站。訓練所建立當初純粹訓練魚雷艇組員，後來訓練所改為只有特攻船「震洋」訓練設施，因此許多震洋隊員會使用小串鄉站。
當初車站計劃名為「小串，由於山陰本線也有名為小串站（讀法為「日语：」）的車站，因此此站名為「小串鄉」。
在終戰後，由於魚雷艇訓練所也廢止，因此在1947年計劃把車站廢止，可是當地居民表示強烈希望能夠繼續提供服務，並撤回廢止計劃。

## 車站構造
車站是一座地面車站，設有1面1線的單式月台。下行列車停站時會開啟右邊車門。此站設有小型車站大樓。
此站是簡易委託站。此站沒有MARS系統和POS終端，車票由人手售出。
在月台上設有由當地團體設計的花壇。

## 歷史
- 1944年10月21日：車站啟用。
- 1948年4月1日：車站遷移至現地。
- 1971年12月1日：貨物及手提行李提存服務中止。改為無人站。
- 1985年4月1日：川棚町責負重建站房。
- 1987年4月1日：隨國鐵分割民營化，車站由九州旅客鐵道（JR九州）營運[3]。

## 使用狀況
在2010年度，1日平均乘車人次為100人
| 乘車人次變化 | 乘車人次變化 |
| 年度         | 1日平均人次  |
| ------------ | ------------ |
| 2000         | 165          |
| 2001         | 153          |
| 2002         | 134          |
| 2003         | 121          |
| 2004         | 107          |
| 2005         | 99           |
| 2006         | 94           |
| 2007         |              |
| 2008         |              |
| 2009         |              |
| 2010         | 100          |

## 車站周邊
此站位於川棚町北邊。在車站東邊設有與大村線並行的國道205號。
- 小串郵局
- 川棚町立小串小學
- 長崎縣立川棚特別支援學校（日语：長崎県立川棚特別支援学校）

## 其他
- 在1972年（昭和47年），電視劇「太陽的微笑下!（日语：太陽にほえろ!）」曾經在此站取景。

## 相鄰車站
九州旅客鐵道（JR九州）
■大村線
■快速「Sea Side Liner」
通過
■區間快速「Sea Side Liner」、■普通
南風崎－小串鄉－川棚

## 注腳
1. ↑  鉄道ファンひきつける「簡易委託駅」　長崎の小串郷駅と千綿駅　地元住民が切符販売、広がる交流 （页面存档备份，存于），長崎新聞，2023年8月28日。
2. ↑  在站前設有說明此站來源的展板。同時，「国鉄全線各駅停車（10）九州720駅」（小學館刊）也有記載此事。
3. ↑  九州鉄道百年祭実行委員会・百年史編纂部会 (编).  初版. 九州旅客鉄道. 1988: 181 （日语）.
4. ↑  長崎縣統計年鑑

## 外部連結
- JR九州小串鄉站 （页面存档备份，存于）（日語）